# New York Military Academy
La New York Military Academy (NYMA) è un collegio-scuola militare per adoloscenti che prepara gli allievi alla frequenza dei corsi successivi per l'Accademia militare. Negli USA i collegi scolastici sono definiti boarding schools. È stata creata nel 1889 vicino alla città di Cornwall-on-Hudson, nello stato di New York. La NYMA si trova a circa 10 chilometri dall'Accademia militare di West Point.

## Posizione
L'accademia si trova vicino alle Montagne Hudson, ai piedi del Monte Storm King, a ovest del fiume Hudson ea 6 miglia (10 km) a nord di West Point. La NYMA si trova a circa 60 miglia (97 km) a nord della città di New York, a circa un'ora di distanza. La NYMA si trova nella regione della Valle dell'Hudson e può essere raggiunta tramite ferrovia, trasporti pubblici e automobili.

## Storia
La NYMA ha una lunga storia come scuola militare. Il centro ammette studenti dell'area metropolitana di New York, studenti di altri stati e studenti di altri paesi in tutto il mondo. La NYMA fu fondata nel 1889 da Charles Jefferson Wright, un veterano della Guerra di secessione americana e un ex maestro di scuola del New Hampshire che credeva che una struttura militare potesse offrire l'ambiente migliore per i risultati accademici, una filosofia che segue al momento la scuola. Il successore di Wright, Sebastian Jones, ha presieduto l'accademia dal 1894 al 1922, guidando durante il periodo più critico la crescita di una piccola e giovane istituzione di 48 cadetti. Nel 1910, ci fu un incendio disastroso, seguito da un lungo periodo di ricostruzione. Il campus si estendeva da 30 acri (12 ettari) a un massimo di 550 acri (220 ettari). Al momento, sono ammessi gli studenti dal settimo grado fino al dodicesimo grado.
L'arruolamento ha raggiunto un massimo di 525 studenti durante gli anni '60 del XX secolo. Le ragazze sono state ammesse a partire dal 1975. La NYMA è membro dell'Associazione dei college e delle scuole militari degli Stati Uniti e di varie associazioni scolastiche. Il presidente degli Stati Uniti Donald Trump è un ex cadetto della NYMA.